# Communes de la province de Barletta-Andria-Trani
Liste des communes de la province de Barletta-Andria-Trani dans la région Pouilles.
- Haut – A
- B
- C
- D
- E
- F
- G
- H
- I
- J
- K
- L
- M
- N
- O
- P
- Q
- R
- S
- T
- U
- V
- W
- X
- Y
- Z

## A
- Andria

## B
- Barletta
- Bisceglie

## C
- Canosa di Puglia

## M
- Margherita di Savoia
- Minervino Murge

## S
- San Ferdinando di Puglia
- Spinazzola

## T
- Trani
- Trinitapoli